# Climax-Lokomotive

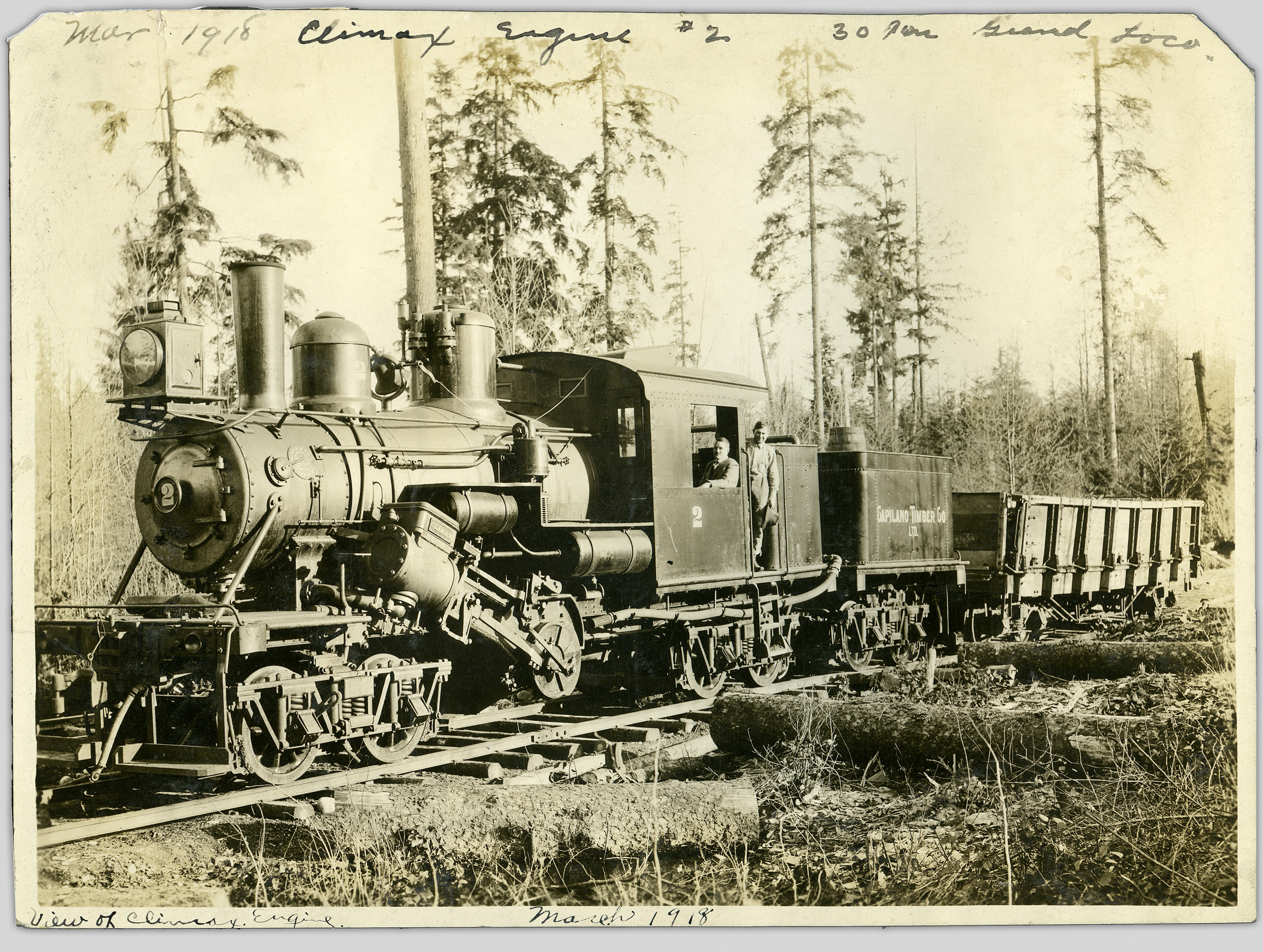
70-Tonnen-Climax-Lokomotive der C-Klasse, die bei der Capilano Timber Company als Nr. 2 eingesetzt war. Bild vom März 1918.

Die Climax-Lokomotive ist eine Unterbauart einer Getriebelokomotive, bei welcher zwei Dampfzylinder auf einen mittig unter der Lokomotive verlaufenden Antriebswellenstrang arbeiten, der die Radsätze in den Drehgestellen mit Außenrahmen über Kegelschraubgetriebe antreibt. Die Bezeichnung leitet sich vom im Bundesstaat Pennsylvania ansässigen Hersteller Climax Manufacturing Company ab.

## Geschichte und Technik

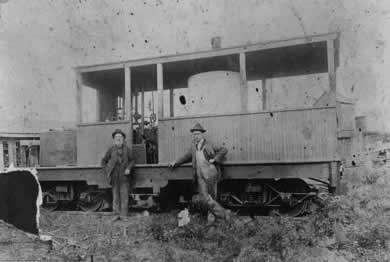
Im Jahr 1888 gebaute Climax-Lokomotive für Bush & Belknap in Eagle, Pennsylvania. Es ist die zweite je gebaute Climax-Lokomotive. Links der Erfinder Charles Darwin Scott.

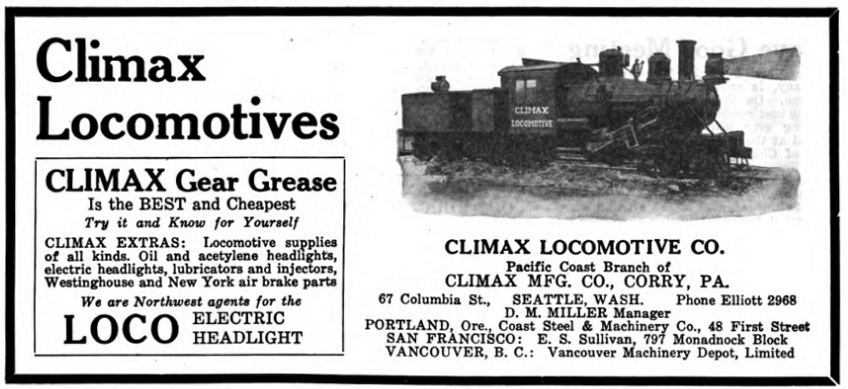
Inserat der Climax-Agentur an der Pazifikküste aus dem Jahr 1921

Die Erfindung der Climax-Lokomotive wird Charles D. Scott zugeschrieben, der zwischen 1875 und 1878 eine Waldbahn bei Spartansburg in Pennsylvania betrieb. Der Holzfäller von beachtlichem mechanischen Einfallsreichtum entschied sich, seine von ihm verwendete selbstgebaute Dampflokomotive auf den Markt zu bringen, und brachte die Zeichnungen zur nahe gelegenen Climax Manufacturing Company in Corry. Die ersten vier Climax-Lokomotiven wurden im Jahr 1888 gebaut und geliefert. Das Patent der Konstruktion wurde im selben Jahr im Februar eingereicht und im Dezember erteilt. Scott ließ die Erfindung nicht selbst patentieren, da er nur eine geringe Schulbildung hatte, sondern überließ die Zeichnungen seinem Schwager George D. Gilbert, der Bauingenieur war und bei Climax arbeitete. Gilbert ließ die Erfindung auf seinen Namen patentieren, ohne Scott zu erwähnen.
R. S. Battles von der Climax Manufacturing Company reichte weitere Patente zur Verbesserungen der Konstruktion ein, wobei Scott erneut ignoriert wurde. Scott reichte Klage gegen Gilbert und Battles ein und beantragte ein Patent in seinem eigenen Namen, das ihm nach einem langwierigen Rechtsstreit am 20. Dezember 1892 erteilt wurde. Doch die Klage ließ Scott mittellos zurück, weil er kaum einen Nutzen aus der Erfindung ziehen konnte.
Die Bauart trägt den Namen Climax nach dem Herstellerwerk, so dass Scott als ihr Erfinder praktisch in Vergessenheit geraten ist. Einige Publikationen bezeichnen George D. Gilbert als Erfinder der Bauart, weil das erste Patent auf seinen Namen ausgestellt wurde.
Climax-Lokomotiven wurden fast ausschließlich von der Climax Manufacturing Company gebaut, die später in Climax Locomotive Works umbenannt wurde. Darüber hinaus wurde in Seattle im Bundesstaat Washington eine Agentur mit einer Servicewerkstatt gegründet, um Lokomotiven für Kunden an der Westküste zu verkaufen und zu warten.
Nachdem die Climax Manufacturing Company aufgrund der Patente von Battles nicht mehr auf das Patent von Gilbert angewiesen war, verließ dieser die Firma und übertrug sein Patent an die Dunkirk Engineering Company im Bundesstaat New York. Diese Gesellschaft baute ab den späten 1889er oder frühen 1890er Jahren etwa 50 Lokomotiven, die als Bauart Gilbert bezeichnet wurden. Weitere Lokomotiven wurden von A & G Price in Neuseeland gebaut.
In der zweiten Hälfte der 1920er Jahre war die Nachfrage nach neuen Waldbahnlokomotiven auf einen kleinen Teil gegenüber der der früheren Jahre zurückgegangen. Zu dieser Zeit waren die Besitzer der Climax Locomotive Works in die Jahre gekommen, was sie bewog, das Werk im September 1928 an die General Parts Corporation zu verkaufen. Diese Firma hatte sich auf den Ankauf von ehemaligen Kraftfahrzeugherstellern spezialisiert, für deren Kunden ein Ersatzteildienst angeboten wurde. Dies war auch der Grund für die Übernahme des Climax-Geschäfts. Der neue Besitzer hatte nicht die Absicht, weiter Lokomotiven zu bauen, womit die Produktion nach 40 Jahren endete.
Von 1888 bis 1928 wurden zwischen 1030 und 1060 Lokomotiven gebaut.

### Patent von George D.Gilbert

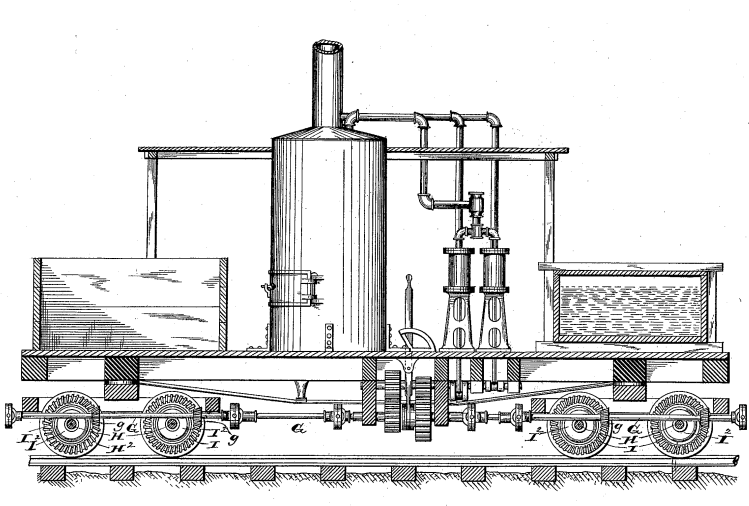
Von George D. Gilbert patentierte Waldbahnlokomotive
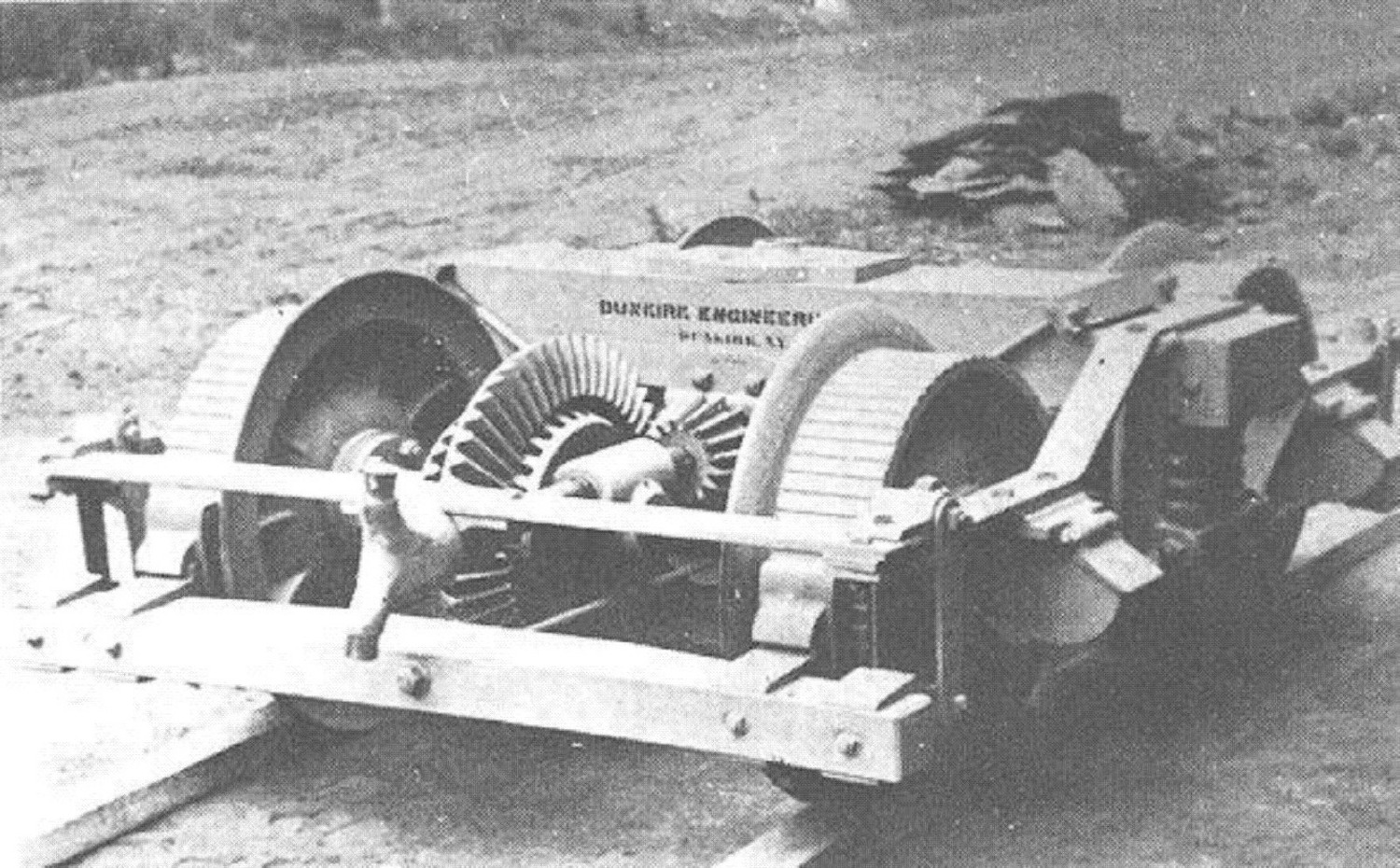
Drehgestell nach dem Patent von Gilbert. Auf der ersten Achse ist das Differentialgetriebe zu erkennen, die Radlaufflächen sind für den Betrieb auf Holzschienen geriffelt.

Das von George D. Gilbert 1888 eingereichte Patent beschreibt den Antrieb einer Waldbahnlokomotive. Die Zeichnung im Patent zeigt einen Flachwagen mit darauf aufgebautem stehenden Dampfkessel, stehender Zweizylinder-Dampfmaschine, Wasserbehälter und Brennmaterialbehälter. Die Erfindung betraf das Fahrwerk der Feldbahnlokomotive mit zweiachsigen Drehgestellen, bei dem die Antriebswelle mittig oberhalb der Radsätze angeordnet war. Der Antriebswellenstrang bestand aus fest im Rahmen gelagerten Teilen, die über Kreuzgelenkwellen mit den in den Drehgestellen gelagerten Teilen verbunden waren. Die Dampfmaschine arbeitete auf ein Schaltgetriebe mit zwei Gängen, welches die Kraft auf die Antriebswelle übertrug. Das Patent beschränkte sich explizit nicht auf vierachsige Fahrzeuge, sondern erwähnte die mögliche Erweiterung des Antriebsstranges auf weitere Drehgestelle.
Das im Patent beschriebene Differentialgetriebe zur Übertragung der Kraft vom Antriebswellenstrang auf die Räder wurde nur bei den allerersten Climax-Lokomotiven ausgeführt. Ähnlich wie bei einem Automobil wurde die Kraft auf die beiden Räder einer Achse getrennt übertragen, wobei jeweils ein Rad fest mit der Radsatzwelle verbunden war und das andere Rad sich lose auf einer die Radsatzwelle umfassenden Hülse drehen konnte. Die Idee der Differentialgetriebe war es, den Widerstand in engen Bögen zu reduzieren, indem ein Rad im Leerlauf oder mit weniger Umdrehungen drehen konnte als das am anderen Ende der Achse sitzende. Die Ausführung bewährte sich nicht, weil beim Fahren an der Adhäsionsgrenze gegenüber Lokomotiven mit starren Radsätzen weniger Zugkraft ausgeübt werden konnte.

### Patente von Rush S. Battles

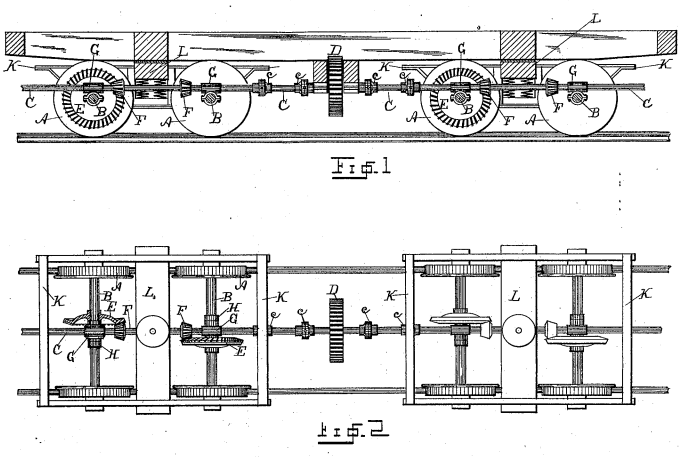
Grundprinzip einer Climax-Lokomotive
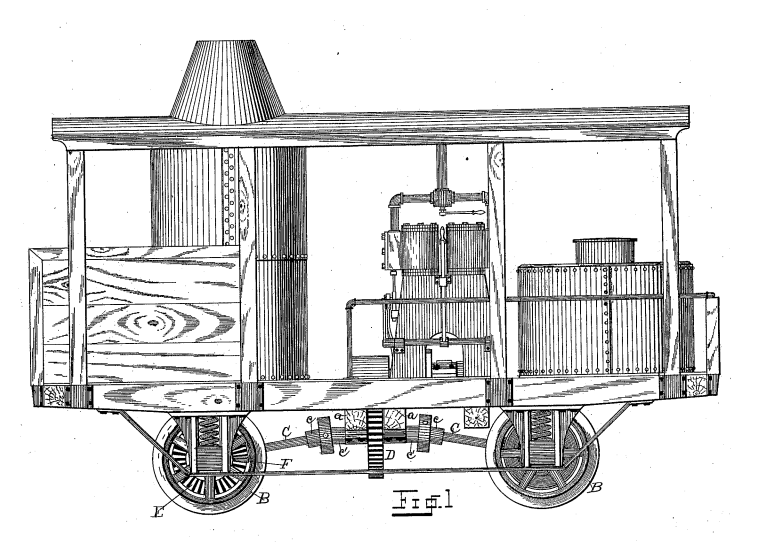
Zweiachsige Climax-Lokomotive der Klasse A
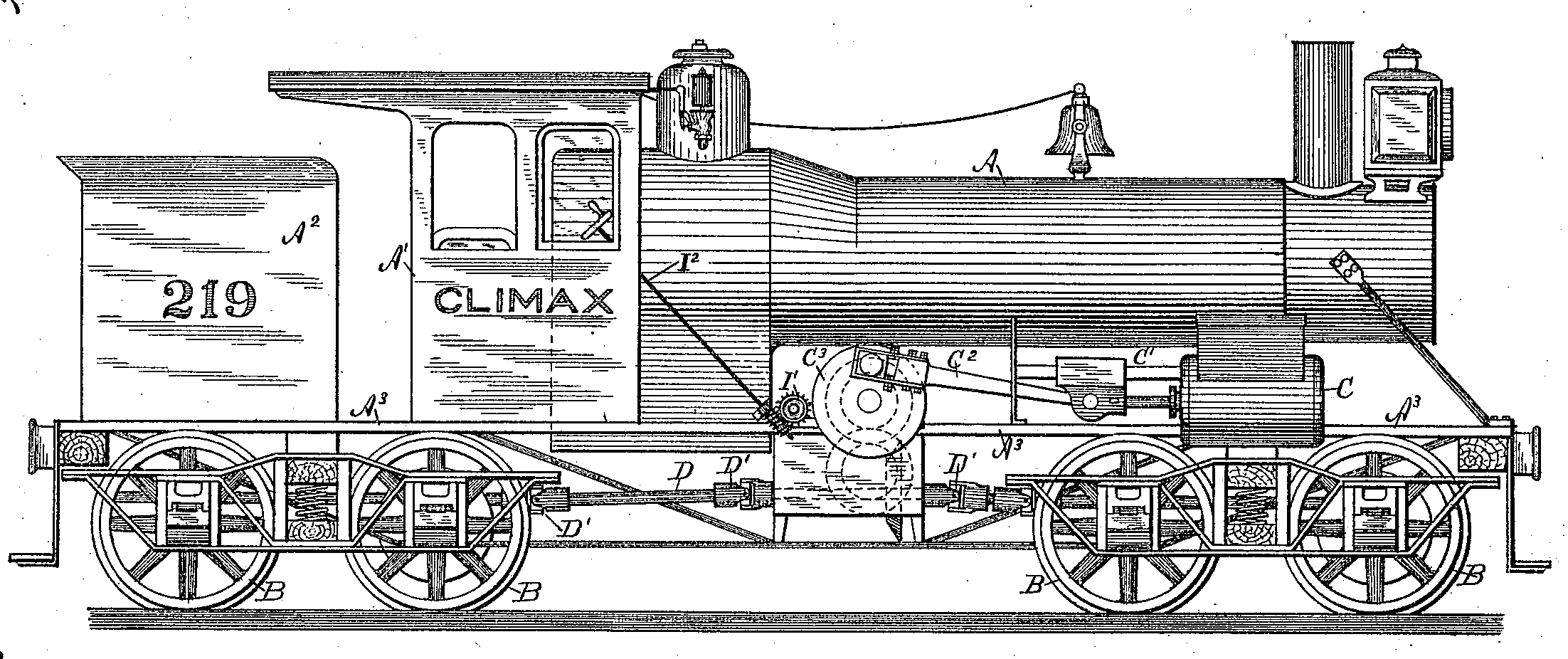
Climax-Lokomotive der Klasse B

Das Patent von Rush S. Battles 1890 basiert auf der von Gilbert eingereichten Erfindung, lässt aber im Gegensatz zu dieser die Differentialgetriebe weg. Die normal ausgeführten Radsätze werden über ein einfaches offenes Kegelschraubgetriebe pro Radsatz angetrieben. Weiter wird der Antriebsstrang in den Drehgestellen über ein als Kreuzlager bezeichnetes Bauteil direkt auf den Achsen gelagert. Das Kreuzlager besteht aus zwei rechtwinklig zueinander in einem Gehäuse angeordneten Lagern, von denen eines die Radsatzwelle umfasst und das andere den längs verlaufenden Antriebsstrang.
Ein ebenfalls im Jahre 1890 ausgestelltes Patent von Battles übertrug das oben beschriebene Konzept auf eine zweiachsige Feldbahnlokomotive.
1891 reichte Battles ein drittes Patent ein, indem eine Climax-Lokomotive vorgestellt wurde, bei der die Antriebswelle von zwei liegenden Zylindern angetrieben wurde. Die Lokomotive entspricht der frühen Ausführung der B-Klasse.

### Patente von Charles D. Scott
Ende des Jahres 1892 erhielt Scott nach dem Rechtsstreit endlich das Patent seiner erfolgreichen Erfindung, der Climax-Lokomotive. Die Anordnung von Dampfmaschine, Kessel und Zweiganggetriebe entsprach dem Patent von Gilbert, während der Antrieb ohne Differentialgetriebe gemäß dem Patent von Battles beschrieben wurde. Dieses Patent entspricht der häufigsten Bauform der Lokomotiven der A-Klasse.

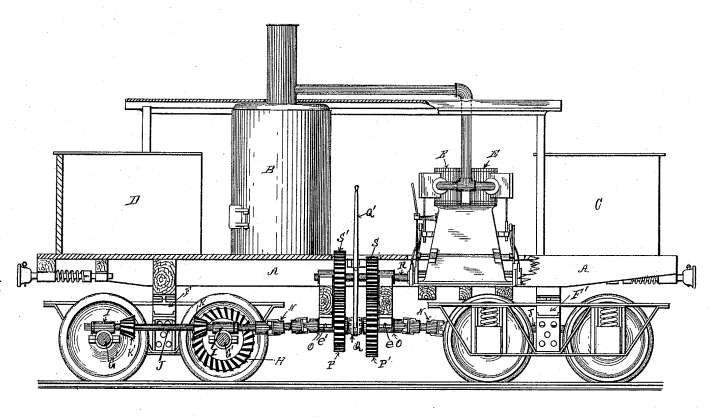
Climax-Lokomotive der Klasse A nach dem Patent von C.D. Scott.
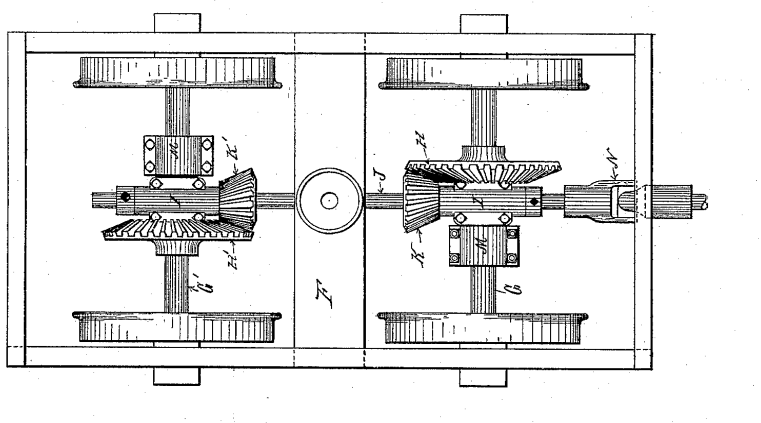
Drehgestell einer Climax-Lokomotive mit offenen Achsgetrieben.

1893 schlug Scott eine Getriebelokomotive vor, bei der ähnlich einer Stütztenderlokomotive der Rahmen unter dem Kessel gelenkig mit dem Rahmen des Tenders verbunden war. Das Fahrwerk unter dem Kessel war mit diesem fest verbunden und wurde gewöhnlich über seitliche Zylinder und Kuppelstangen angetrieben. Unter den Wasser- und Kohlevorräten befand sich ein Drehgestell, das wie bei den Climax-Lokomotiven über eine mittig verlaufende Welle angetrieben wurde, welche die Kraft über ein Kegelschraubgetriebe von der vordersten Achse der Lokomotive abnahm. Erstmals wurden bei diesem Patent geschlossene Achsgetriebe vorgeschlagen, deren Gehäuse einerseits das Getriebe vor Schmutz schützen und andererseits den Schmierstoffvorrat enthalten. Es ist keine ausgeführte Lokomotive dieser Bauart bekannt.

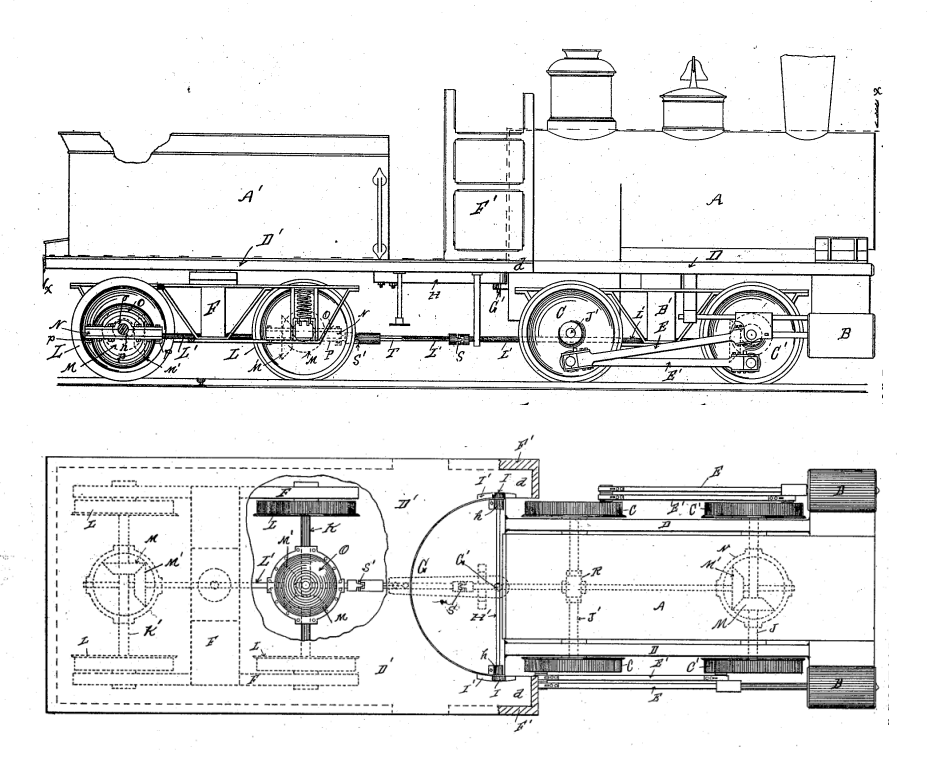
Getriebelokomotive mit Stütztender nach Charles D. Scott
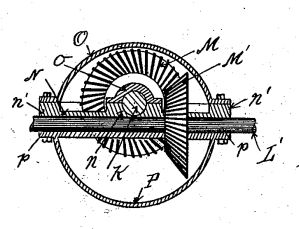
Geschlossenes Achsgetriebe nach Scott

### Climax-Lokomotive im Vergleich zu anderen Bauarten
Im Gegensatz zu normalen Lokomotiven mit seitlichen Kuppelstangen hatten fast alle Getriebelokomotiven den Vorteil, dass das Drehmoment der Dampfmaschine durch die Untersetzung gleichmäßiger auf den Gleisrost mit den beiden Schienen übertragen wurde. Im Gegensatz zu den Shay-Lokomotiven war der Fahrzeugaufbau bei den Climax-Lokomotiven um die Längsachse symmetrisch, so dass der Schwerpunkt ungefähr in der Mitte der Gleisachse lag. Dadurch konnten die Kessel auch etwas größer ausgeführt werden, wodurch leistungsfähigere schwerere Ausführungen möglich waren.
Ein weiterer Vorteil gegenüber den Shay-Lokomotiven waren die vollständig gefederten Drehgestelle. Bei Shay-Lokomotiven waren die Radsätze auf der Antriebsseite nicht gefedert, so dass sich bei Verwindungen im Gleis Zugkraftverluste einstellten oder die Lokomotiven sogar entgleisten. Dies machte Climax-Lokomotiven vor allem bei kleineren Forstbetrieben gegenüber der Bauart Shay überlegen, weil sie auch auf sehr schlechten Gleisen eingesetzt werden konnten.
Der schwerere Antriebsstrang der größeren Lokomotiven der Klasse C konnte anfänglich nur unvollkommen ausgewuchtet werden, so dass Vibrationen an der Kurbelwelle auftraten. Das Schütteln wurde aufgrund der gefederten Drehgestelle nicht auf die Schienen übertragen, erwies sich daher vor allem für das Fahrpersonal unangenehm, führte aber nicht zu Schäden an Lokomotivteilen. Verbesserungen am Ende der Produktionszeit eliminierten diese Schwingungen. Die kleineren Bauarten waren von dem Problem nicht betroffen, da die Teile des Antriebsstranges leichter waren.
Verglichen mit der Bauart Heisler hatten sowohl Climax- wie auch Shay-Lokomotiven viele Getriebe, die zumindest bei den älteren Ausführungen ungeschützt der Witterung ausgesetzt waren.

## Klassen
Bei den Climax-Lokomotiven werden die folgenden als Klassen bezeichnete Unterbauarten unterschieden:

### Klasse A

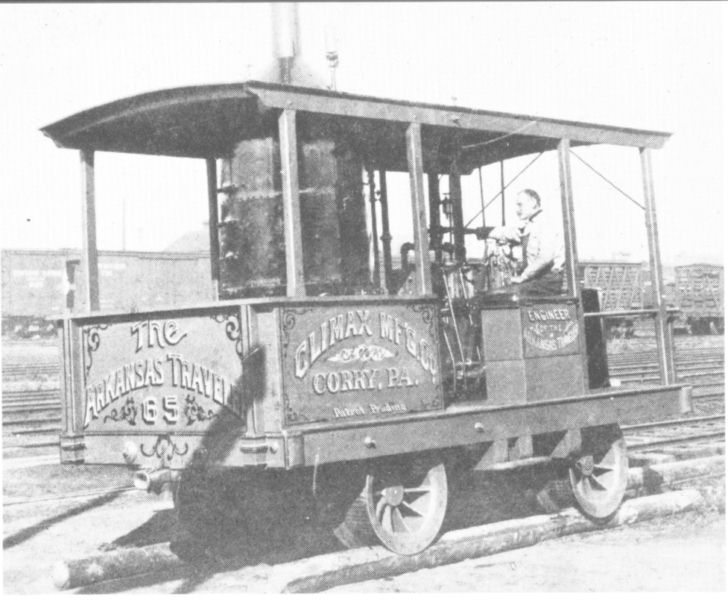
Frühe vier-rädrige Climax-Lokomotive der A-Klasse. Fabriknummer 65
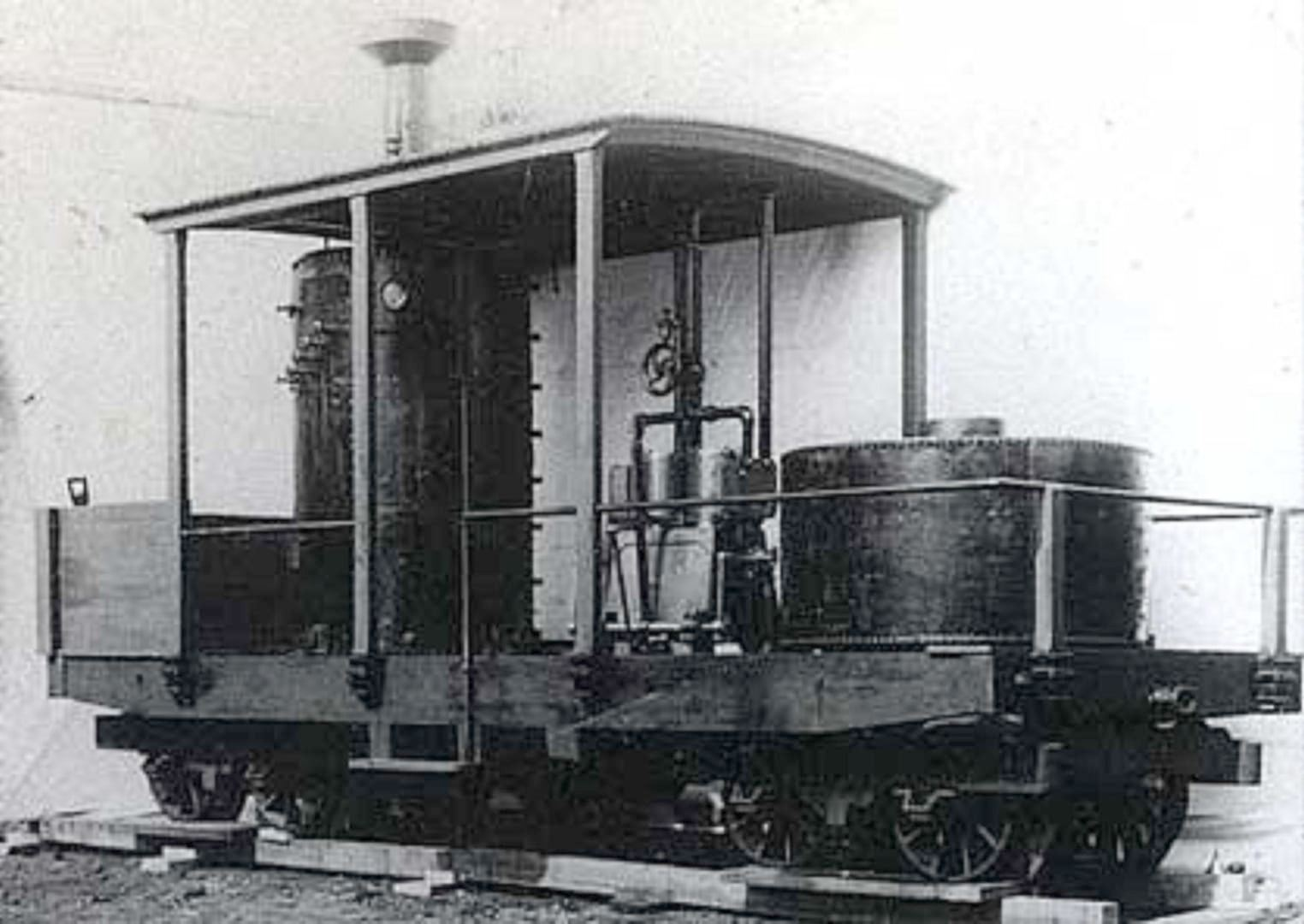
Climax-Lokomotive der A-Klasse mit Stehkessel
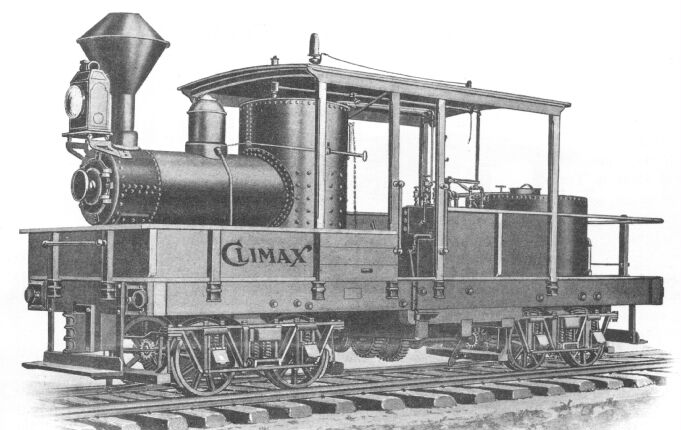
Climax-Lokomotive der A-Klasse mit T-Kessel

Die Lokomotiven der Klasse A hatten eine stehende Dampfmaschine mit zwei Zylindern, die in der Mitte des Fahrzeuges aufgestellt war. Das Erscheinungsbild der Lokomotive glich einem Flachwagen mit hölzernen Wagenkasten ähnlich einem gedeckten Güterwagen. Sie dienten dazu, das Fahrpersonal und den Treibstoff vor Witterungseinflüssen zu schützen – abhängig von der Ausführung waren kleinere oder größere Teile der Lokomotive überdacht. Der Dampfkessel stand in der vorderen Hälfte der Lokomotive vor der Dampfmaschine.
Die Dampfmaschine arbeitete auf ein Schaltgetriebe mit zwei Gängen, welches die Kraft auf die Antriebswelle übertrug. Die Lokomotiven der Klasse A waren zusammen mit einigen frühen Ausführungen der Klasse B in dieser Hinsicht einzigartig, weil schaltbare Getriebe weder bei später gebauten Climax-Lokomotiven noch bei Shay- oder Heisler-Lokomotiven verwendet wurden. Die allerersten Lokomotiven der Klasse A wiesen überdies noch Differentialgetriebe auf, die das linke und das rechte Rad jeder Achse getrennt antrieben. Diese Ausführung sollte die Bogengängigkeit verbessern, sie wurde aber wegen der Zugkrafteinbußen gegenüber starren Radsätzen schnell wieder aufgegeben.
Die ersten vier Lokomotiven wurden ohne Drehgestelle und ohne Schaltgetriebe als zweiachsige Fahrzeuge ausgeführt.
In kleineren Lokomotiven kam ein stehender Dampfkessel zum Einsatz, größeren erhielten einen sogenannten T-Kessel, der einem auf der Seite liegenden Großbuchstaben T glich. Der Langkessel hatte einen vergleichsweise kleinen Durchmesser und bildete mit der Rauchkammer den langen Schenkel des T, der sich bis zum vorderen Ende des Lokomotivrahmens reichte. Der Querbalken des T wurde durch den Stehkessel gebildet, der sich ungefähr in der Mitte der Lokomotive befand, wobei der untere Teil durch den Wagenboden hindurch reichte. Auf dem Langkessel war zwischen Schornstein und Stehkessel ein Sanddom  angebracht.
Climax-Lokomotiven der Klasse A waren kleine Lokomotiven, die in der Regel nicht über 17 Tonnen wogen.

### Klasse B

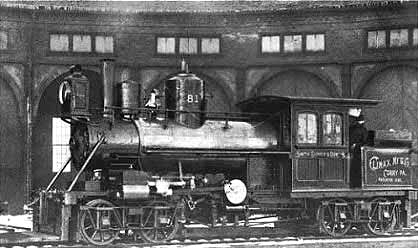
Zweite Climax-Lokomotive der Klasse B mit horizontalen Zylindern und Schaltgetriebe, Fabriknummer 81
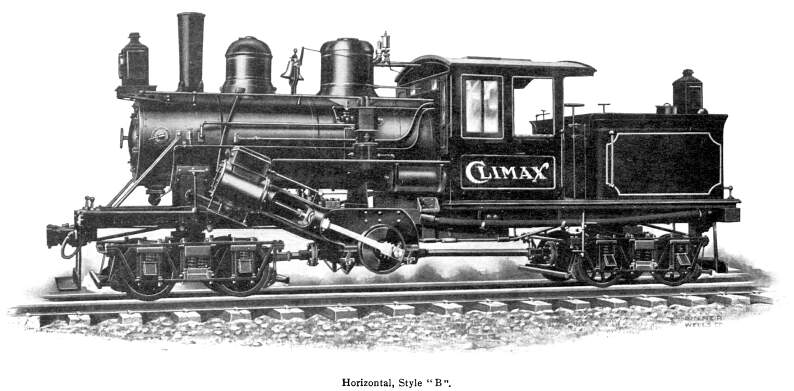
Ab 1893 bis zur Einstellung der Produktion gebaute Lokomotive der Klasse B

Die Climax-Lokomotiven der Klasse B ähnelten eher dem gewohnten Erscheinungsbild einer Dampflokomotive. Die Zylinder konnten länger und größer als bei der Klasse A gebaut werden, weil sie auf beiden Seiten längs des Kessels angeordnet waren – bei wenigen frühen Lokomotiven horizontal, bei den meisten 30° bis 45° nach oben geneigt. Die beiden Zylinder trieben eine querliegende Kurbelwelle an, die über ein Winkelgetriebe auf die längsverlaufende Antriebswelle in der Mitte des Fahrzeuges arbeitete.
Climax-Lokomotiven der Klasse B wogen zwischen 17 und 60 Tonnen.

### Klasse C

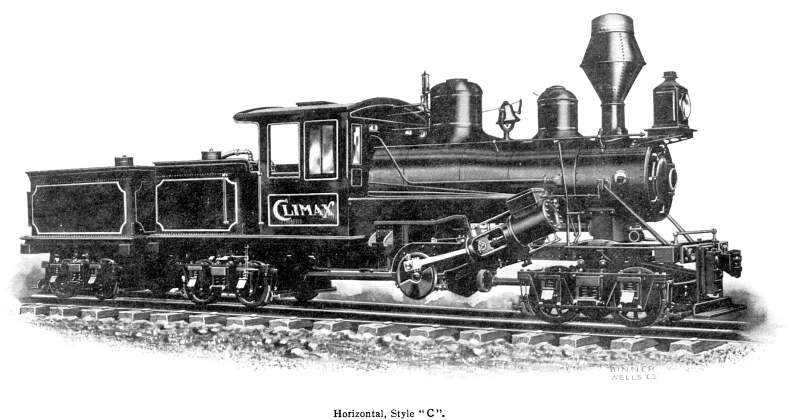
Climax-Lokomotive der C-Klasse

Climax-Lokomotiven der Klasse C liefen auf drei Drehgestellen. Das dritte Drehgestell befand sich unter einem Wassertender, der gelenkig mit der Lokomotive verbunden war. Er ermöglichte größere Reichweiten. Alle Lokomotiven der Klasse C hatten geneigte Zylinder.
Die Lokomotiven wogen zwischen 50 und 100 Tonnen.

## Erhaltene Lokomotiven
Es sind 23 Climax-Lokomotiven erhalten, der Zustand reicht vom im Wald liegenden Wrack über Ausstellungsstücke in Museen bis zu betriebsfähig hergerichteten Lokomotiven. In Nordamerika sind 17 Lokomotiven erhalten, vier in Neuseeland und zwei in Australien. Sechs Lokomotiven sind betriebsfähig.
| Land               | Ort                                                | Bahn                                             | Fabriknummer | Baujahr | Ausrangiert                     | Klasse | Gewicht | Zustand                                                            | Foto | Quelle        |
| ------------------ | -------------------------------------------------- | ------------------------------------------------ | ------------ | ------- | ------------------------------- | ------ | ------- | ------------------------------------------------------------------ | ---- | ------------- |
| Vereinigte Staaten | Cleveland, Texas                                   | The Retreat At Artesian Lakes                    | unbekannt    | 1894    | 1965                            | B      | 25 ton  | nicht restauriert                                                  |      | [ 18 ]        |
| Vereinigte Staaten | Corry (Pennsylvania) vorher in Eagle River, Alaska | Privatbesitz (Corry R.A.I.L.S.)                  | 313          | 1902    | 1910                            | A      | 15 ton  | wird seit 2020 restauriert                                         |      | [ 20 ] [ 21 ] |
| Vereinigte Staaten | Nome, Alaska                                       | Tanana Valley Railroad                           | 399          | 1903    | 1926 auf Dieselbetrieb umgebaut | A      | 15 ton  | zerlegt                                                            |      | [ 22 ] [ 23 ] |
| Neuseeland         | Tokomaru, Horowhenua                               | Tokomaru Steam Museum                            | 522          | 1904    | 1954                            | B      | 30 ton  | Ausstellungsstück                                                  |      | [ 24 ]        |
| Vereinigte Staaten | Cabin Creek, Washington                            | Privatbesitz                                     | 804          | 1907    | 1944 umgebaut auf Dieselbetrieb | A      | 20 ton  | betriebsfähige Lokomotive mit Benzinmotor und Dampfkessel-Attrappe |      | [ 25 ]        |
| Vereinigte Staaten | Marble Creek, Idaho                                | im Wald                                          | 916          | 1909    | 1930                            | B      | 48 ton  | Wrack                                                              |      | [ 27 ]        |
| Vereinigte Staaten | Fairplex, Kalifornien                              | RailGiants Train Museum                          | 932          | 1909    | 1955                            | C      | 75 ton  | Ausstellungsstück                                                  |      | [ 28 ]        |
| Kanada             | Duncan (British Columbia)                          | BC Forest Discovery Centre                       | 1057         | 1910    | 1930                            | B      | 23 ton  | Ausstellungsstück                                                  |      | [ 29 ]        |
| Vereinigte Staaten | Durbin, West Virginia                              | Durbin Greenbrier Valley Railroad                | 1059         | 1910    | 1961                            | B      | 55 ton  | betriebsfähig                                                      |      | [ 30 ]        |
| Neuseeland         | nähe Greymouth West Coast                          | Shantytown Heritage Park                         | 1203         | 1912    | 1968                            | B      | 20 ton  | betriebsfähig seit 1980, seit 2002 hinterstellt                    |      | [ 32 ]        |
| Vereinigte Staaten | Strasburg (Pennsylvania)                           | Railroad Museum of Pennsylvania                  | 1237         | 1913    | 1956                            | B      | 40 ton  | Ausstellungsstück                                                  |      | [ 33 ]        |
| Neuseeland         | Te Awamutu, Waikato                                | Lions Club of Te Awamutu                         | 1317         | 1914    | 1956                            | B      | 30 ton  | Ausstellungsstück                                                  |      | [ 34 ]        |
| Vereinigte Staaten | Pisgah Forest, North Carolina                      | Cradle of Forestry                               | 1323         | 1914    | 1956                            | B      | 40 ton  | Ausstellungsstück                                                  |      | [ 35 ]        |
| Kanada             | Duncan (British Columbia)                          | BC Forest Discovery Centre                       | 1359         | 1915    | 1968                            | B      | 50 ton  | betriebsfähig hinterstellt                                         |      | [ 36 ]        |
| Vereinigte Staaten | Cass, West Virginia                                | Cass Scenic Railroad State Park                  | 1551         | 1919    | 1960                            | C      | 70 ton  | betriebsfähig                                                      |      | [ 38 ]        |
| Vereinigte Staaten | Lincoln, New Hampshire                             | White Mountain Central Railroad                  | 1603         | 1921    | 1952                            | B      | 50 ton  | betriebsfähig                                                      |      | [ 39 ]        |
| Vereinigte Staaten | Willits, Kalifornien                               | Roots of Motive Power                            | 1621         | 1922    | 1956                            | B      | 60 ton  | betriebsfähig hinterstellt                                         |      | [ 40 ]        |
| Neuseeland         | Pukemiro, Waikato                                  | Glen Afton Line Heritage Railway                 | 1650         | 1924    | 1969                            | B      | 25 ton  | in Restauration zum betriebsfähigen Zustand (Status 2016)          |      | [ 41 ]        |
| Australien         | Hobart, Tasmanien                                  | Tasmanian Transport Museum                       | 1653         | 1923    | 1949                            | B      | 28 ton  | Ausstellungsstück                                                  |      | [ 42 ]        |
| Vereinigte Staaten | Corry, Pennsylvania                                | Corry Historical Museum                          | 1681         | 1927    | 1956                            | B      | 30 ton  | Ausstellungsstück                                                  |      | [ 43 ]        |
| Vereinigte Staaten | Felton, Kalifornien                                | Roaring Camp and Big Trees Narrow Gauge Railroad | 1692         | 1928    | 1958                            | B      | 50 ton  | nicht restauriert Letzte gebauten Climax-Lokomotive                |      | [ 45 ]        |
| Vereinigte Staaten | Elbe (Washington)                                  | Mount Rainier Scenic Railroad                    | 1693         | 1928    | 1968                            | C      | 70 ton  | betriebsfähig                                                      |      | [ 47 ]        |
| Australien         | Belgrave (Victoria)                                | Puffing Billy Railway                            | 1694         | 1928    | 1949                            | B      | 25 ton  | betriebsfähig seit 1988                                            |      | [ 48 ]        |

## Umbauten
Einige Climax-Lokomotiven, im Besonderen solche der Klasse A, wurden später zu Diesel- oder Benzinlokomotiven umgebaut. Einige sind in dieser Form erhalten geblieben. Beim Umbau blieben Rahmen und Antriebsstrang erhalten, während Dampfkessel und Dampfmaschine dem neuen Motor weichen mussten.

## Gartenbahn-Lokomotive

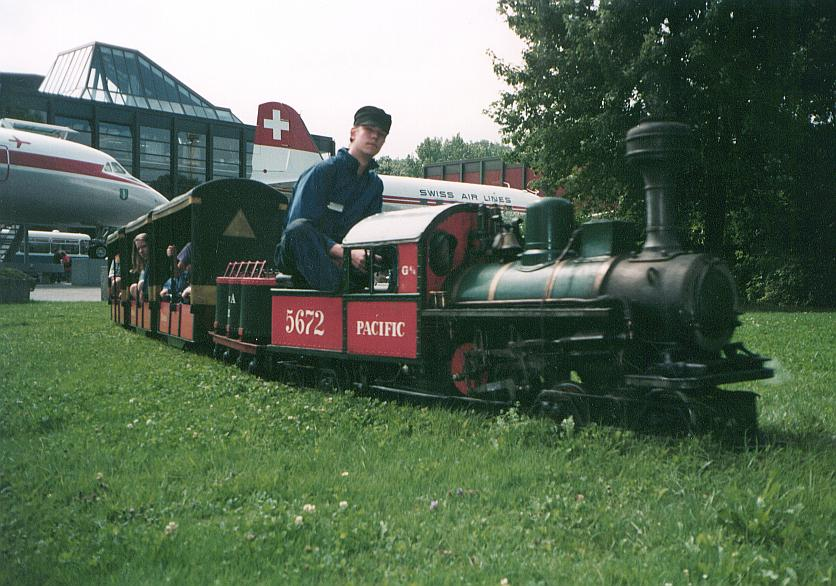
Gartenbahnlokomotive im Verkehrshaus der Schweiz

Im Verkehrshaus der Schweiz ist eine Gartenlokomotive im Einsatz, die einer B-Climax nachgebildet wurde.

## Film
- In der Zeichentrickserie Thomas, die kleine Lokomotive basiert der Charakter Ferdinand auf einer Climax-Lokomotive der Klasse C.[50]